# Bank of Australasia

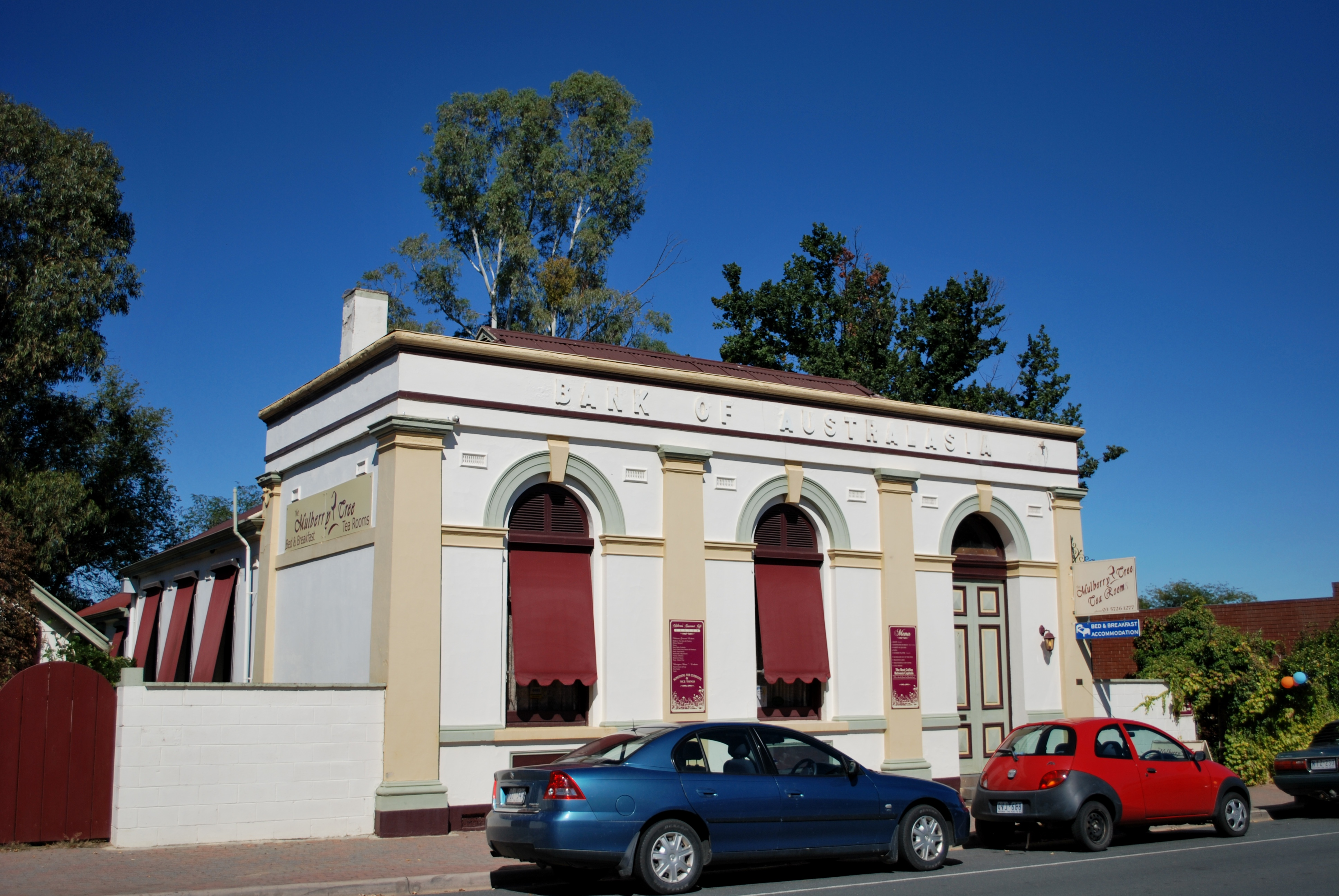
Bank of Australasia, Chiltern, Victoria, Australien

Die Bank of Australasia war eine australische Geschäftsbank mit britischen Wurzeln. Sie war in Australien und Neuseeland tätig und fusionierte zusammen mit der Union Bank of Australia Limited 1951 zur Australia and New Zealand Bank Limited (ANZ).

## Geschichte

### Australien
Anfang 1832 initiierte Thomas Potter Macqueen in London zwei Firmen in Australien zu gründen, eine Bank und ein Walfangunternehmen. Der Walfang im Südosten Australiens florierte und Macqueen bekam entsprechende Aufmerksamkeit. Die Kapitalgeber und Banker, die sich um dieses Projekt scharten, interessierten sich aber nur für das Gründungsvorhaben der Bank und dehnten dafür aber den möglichen Operationsbereich der Bank auf Asien und Südafrika aus. Doch der Plan eine Royal Bank of Australasia and South Africa als Kolonialbank zu gründen ging nicht auf. Die Interessen der britischen Regierung, die selbst zwei Banken in der Kapkolonie betrieb, standen dagegen. Sie erteilte nur eine Erlaubnis zur Bankgründung für die Kolonie Australien. Folglich strich man das Royal und South Africa im Namen. Im März 1834 bekamen die Gründungsmitglieder der Bank die Royal Charter ausgehändigt.
Um in Australien mit der Bank starten zu können, bot sich an, die 1828 gegründete Cornwall Bank in Launceston, damals noch New South Wales zugehörig, zu übernehmen. Die Cornwall Bank war gegenüber der 1834 gegründeten Tamar Bank ins Hintertreffen geraten und so stimmten die Anteilseigner der Cornwall Bank einer Übernahme durch die Bank of Australasia im Oktober 1835 zu.
Im Juli 1840 gab die Bank of Australasia bekannt, nach Western Australia expandieren zu wollen, bot aber der in Perth ansässigen Bank of Western Australia vorher eine Übernahme an. Ein knappes Jahr später, im Mai 1841, wurde dann die 1837 gegründete Bank of Western Australia übernommen. Die Bank of Australasia überstand die Wirtschaftskrise der 1840er, hatte aber ihr Kapital in der Bank of Australia zu stark gebunden, um auf dem schwierigen Markt noch aktiv agieren zu können. Stagnation war die Folge für eine Anzahl von Jahren.

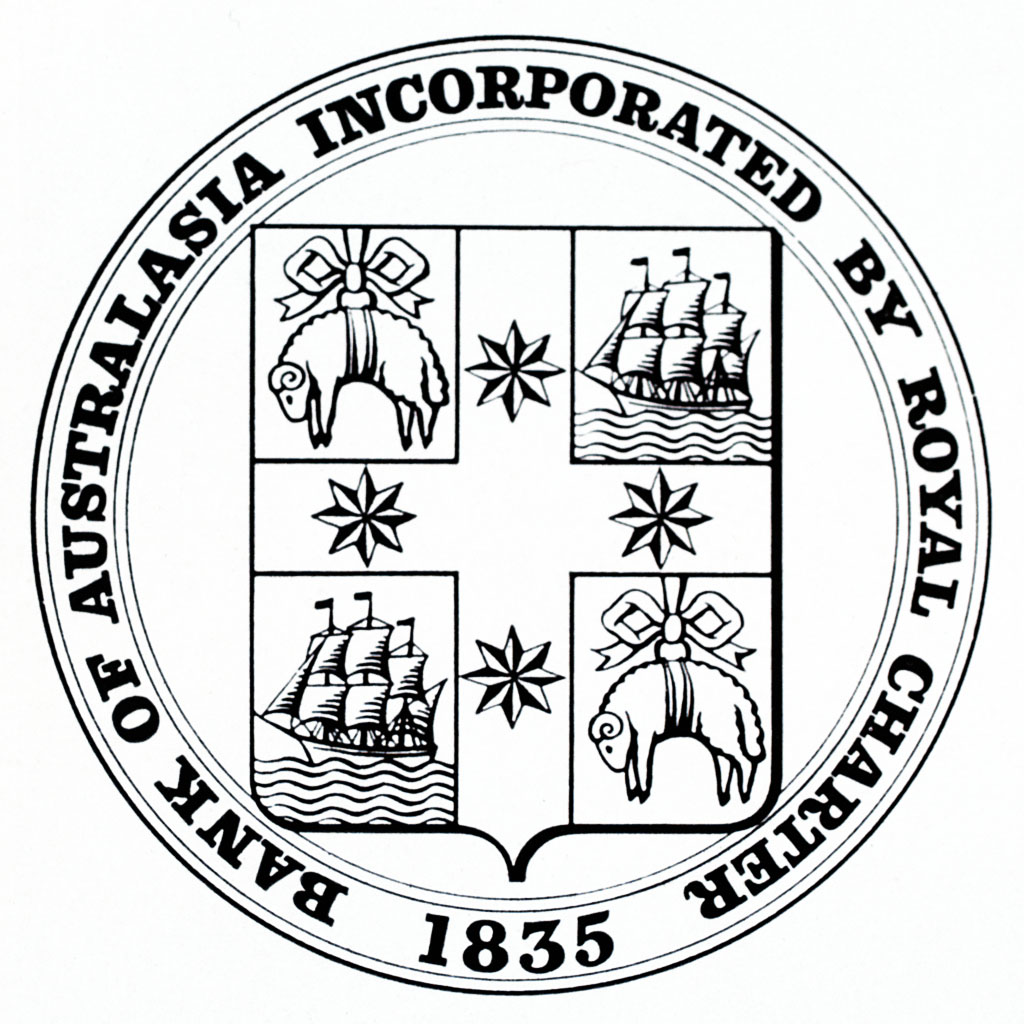
Siegel der Bank of Australasia

Bis Ende der 1850er hatte sich Victoria als die wichtigste Territory für die Bankgeschäfte der Bank of Australasia herauskristallisiert. Deshalb entschied man 1860 den Hauptsitz der Bank nach Melbourne zu verlegen.
Zwischen 1860 und 1875, dem langen Boom wirtschaftlichen Aufschwungs, hatte sich die Bank of Australasia erholt, hatte aber auch mit einer stärker werdenden Konkurrenz zu kämpfen. Viele neue Bankgründungen erschwerten das Geschäft, aber nur die Bank of Australasia schafften es in dieser Zeit ihre Geschäftstätigkeit auf ganz Australien auszudehnen. Um zu wachsen und Marktanteile gewinnen zu können, eröffneten die Banken Australiens Filialen ohne Rücksicht auf ihren Bedarf. H.G. Turner, Generalmanager der Commercial Bank of Australia kritisierte im Jahr 1880, dass in Victoria mit 326 Bankfilialen 2760 Einwohner auf eine Filiale kämen, wogegen in England 12.000 Einwohner auf eine Filiale üblich wären. Es gab in einigen Orten und Stadtteilen bis zu 7 Filialen, wo ein bis zwei Filialen gereicht hätten.
1880, nach einem langen Bauboom, waren 2/3 aller in Victoria vergebene Kredite über Hypotheken auf Land abgesichert. Als sich Ende der 1880er die Lage zuspitzte, traf es im folgenden ersten Finanz-Crash 1891–1892 vor allem die Wohnungsbau- und die Finanzierungsgesellschaften, die im Immobilienboom der 1880er entstanden waren. Zwischen 1891 und 1993 stellten 54 von ihnen ihre Geschäftstätigkeiten ein, 32 davon für immer. Weil Bankkunden ihre Einlagen versuchten schnellstens abzuheben, mussten zwischen dem 24. Juli 1891 und dem 8. Juni 1892 26 Banken vorübergehend ebenfalls ihre Türen schließen. Als dann aber die Commercial Bank of Australia ab dem 5. April für 30 Tage schloss, wurde eine Panik auf dem Finanzmarkt ausgelöst. Zwölf weitere Banken folgten mit Schließungen in kurzer Folge, die Bank of Australasia war nicht unter ihnen.
Bis zur Weltwirtschaftskrise 1929 hatte sich die Bank zwar im Markt gut etabliert, aber ihre Marktanteile bei den Geschäftseinlagen, zum Beispiel, waren je nach Territory höchst unterschiedlich verteilt und lagen zwischen 6,5 und 19,4 %. Die Bank überlebte die Wirtschaftskrise und die Auswirkungen des Zweiten Weltkriegs durch vorsichtiges Wirtschaften, konnte sich aber auch nicht durch Anpassungen an neue Marktbedingungen weiterentwickeln. Trotzdem konnte sich die Bank 1944 mit einer Bilanz von knapp 80 Mill. £ noch als fünftgrößte Bank Australiens behaupten, aber an die Bank of New South Wales mit einer Bilanzsumme von über 200 Mill. £ und damit Nummer 1 unter den Banken, nicht heranreichen. Ähnlich erging es der Union Bank of Australia mit 83 Mill. £ und Platz 4 in der Liste.
Beide Banken suchten, um sich vergrößern zu können, in den folgenden Jahren nach Partnern. Sie konnten sich, da die Bank of Australasia mehr im industriellen Bereich verwurzelt war und die Union Bank of Australia mehr den ländlichen Bereich bedient hatte, durch einen Zusammenschluss sinnvoll ergänzen. Dazu kam noch, dass beide Kolonialbanken ihre Zentrale in London hatten, wo auch der größte Teil der Aktionäre saß. Trotzdem dauerte der Zusammenschluss, auch durch Gesetzesanpassungen verursacht, noch mehr als 5 Jahre. Der im Dezember 1950 gefasste Beschluss für eine Fusion wurde schließlich im Oktober 1951 umgesetzt. Heraus dabei kam die Australia and New Zealand Bank Limited, die später in Australia and New Zealand Banking Group Limited, Kurzform ANZ, umbenannt wurde.

### Neuseeland
Die Bank of Australasia trat mit 1864 erst vergleichsweise spät in der britischen Kolonie Neuseeland auf. Sie bekam zwar noch im gleichen Jahr die Erlaubnis unter britischem Recht eigene Banknoten herausgeben zu dürfen, doch mit der Union Bank of Australia, der Bank of New Zealand und der Bank of New South Wales waren schon drei gewichtige Konkurrenten im Markt platziert. Dementsprechend konnte die Bank auch nicht die Bedeutung erlangen wie die drei vorgenannten Banken.
1893 wurden alle Banken über den Bank Note Issue Act verpflichtete, ihr ausgegebenes Geld mit dem Gegenwert in Gold abzusichern und Goldreserven anzulegen. Mit der Gründung der Reserve Bank of New Zealand am 1. August 1934 verlor auch die Bank of Australasia ihr Recht, Banknoten ausgeben zu dürfen und musste ihre Goldreserven schließlich an die Zentralbank verkaufen.
1951 folgte der neuseeländische Zweig der Bank of Australasia der Fusion mit der Union Bank of Australia entsprechend der in Australien und in England.